# Wisconsin Rapids
Wisconsin Rapids è un comune degli Stati Uniti d'America, situato nello Stato del Wisconsin, nella contea di Wood, della quale è il capoluogo.